# Moanda flygplats
Moanda flygplats är en flygplats vid orten Moanda i Gabon. Den ligger i provinsen Haut-Ogooué, i den östra delen av landet, 500 km sydost om huvudstaden Libreville. Moanda ligger 577 meter över havet. IATA-koden är MFF och ICAO-koden FOOD.